# Jan Gehl

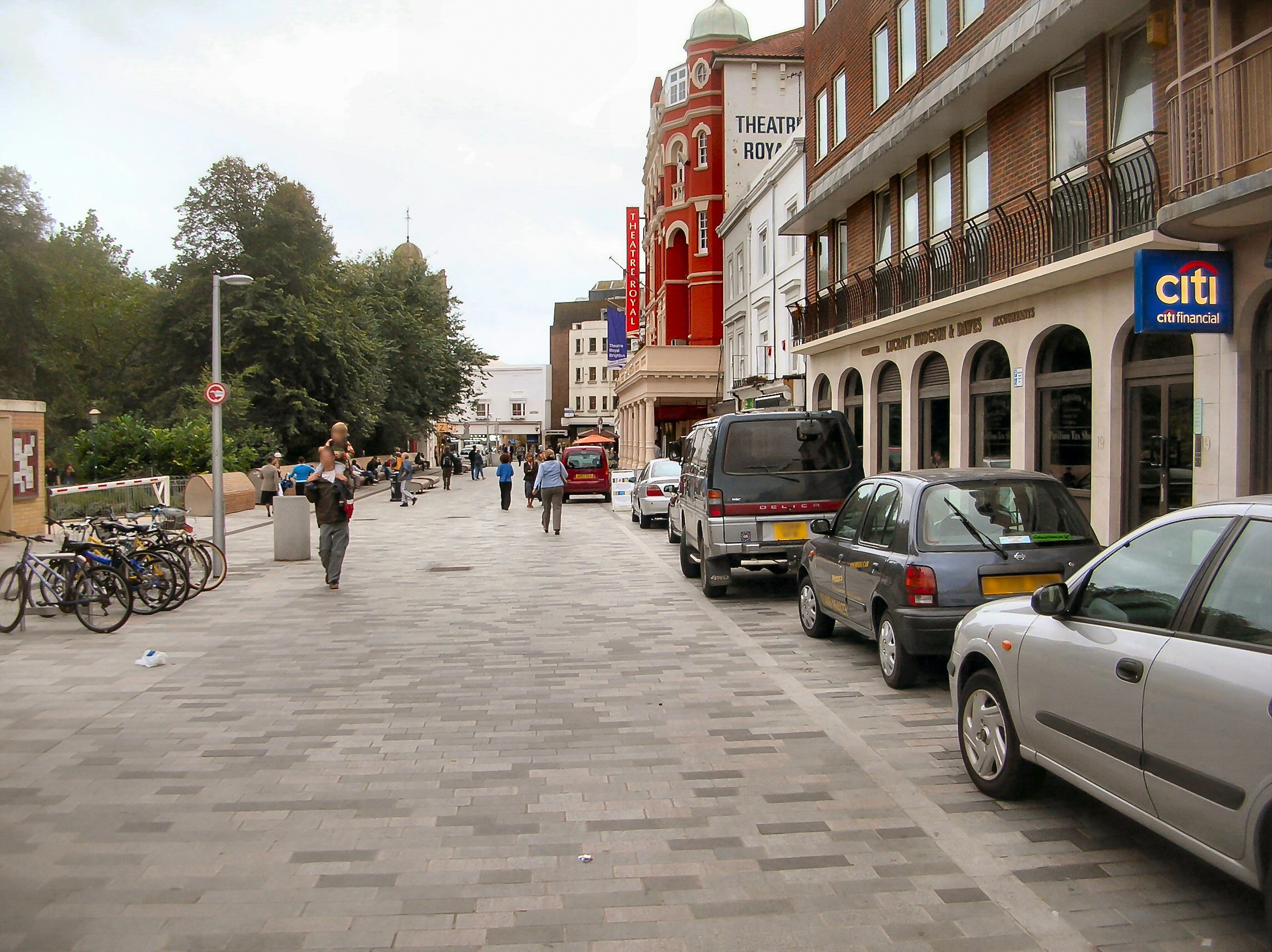
Brighton New Road i Brighton är ett exempel på Jan Gehls utformning av stadsgator utan trafikseparering

Jan Gehl, född 17 september 1936 i Köpenhamn, är en dansk arkitekt och professor i stadsplanering.

## Biografi
Jan Gehl utbildade sig på Det Kongelige Danske Kunstakademis arkitektskole i Köpenhamn, där han tog examen 1960.
Jan Gehl är känd som i initiativtagare i början av 1960-talet till gågatan Ströget i Köpenhamn. Han ville med påvisa sin teori om människans beteende i ett offentligt rum, och resultatet blev positivt. Han var därefter professor vid Det Kongelige Danske Kunstakademis arkitektskole i Köpenhamn. 
Han startade år 2000 arkitektkontoret Gehl Architects, som har uppdrag i bland andra London, Sydney och New York. En bakgrund till Gehls intresse för stadsförnyelse var utvecklingen av de amerikanska storstäderna (påvisad av Jane Jacobs i The death and life of great American cities).
Jan Gehl har skrivit flera böcker inom området, bland andra Livet mellem husene 1971. Han säger sig vara inspirerad av Jane Jacobs för att ha fått intresse för den mänskliga skalan i stadsplanering.
| ”                                                         | Jan Gehl fokuserer i sin gärning på människans uppfattning av stadsrummet och de särskilda värden, som inte kan mätas i kvadratmeter och ekonomi. Sol och skugga, platser med lä, mötesplatser, behagliga gator och stadens små oaser är grunden för Jan Gehls planering och omfattande internationella författarskap. Han har konsekvent insisterat på, att det är den enskilda människans behov och hennes upplevelse av stadsrummet, på tvärs med kulturer, geografi och klimat, som får städer till att vara attraktiva och levande. Detta har fört Jan Gehl runt om i hela världen, där han skapat projekt som stadsrum för Broadway och cykelstrategi för New York, stadsomvandling i Melbourne, nya platser i Amman i Jordanien och återuppbyggnadsplaner för Christchurch i Nya Zeeland. | „ |
| – Akademirådets motivering till C.F. Hansen-medaljen 2013 | |   |

## Priser och utmärkelser
- 1993 – Sir Patrick Abercrombie Prize, av International Union of Architects[7]
- 2007 – N.L. Høyen-medaljen
- 2008 – Landscape Institute Award, av Landscape Institute, Storbritannien
- 2010 – Det danska arkitekturpriset Årets Arne "för sitt livsverk".
- 2011 – Prins Eugen-medaljen
- 2013 – C.F. Hansen-medaljen